# Arcybractwo Straży Honorowej Najświętszego Serca Pana Jezusa

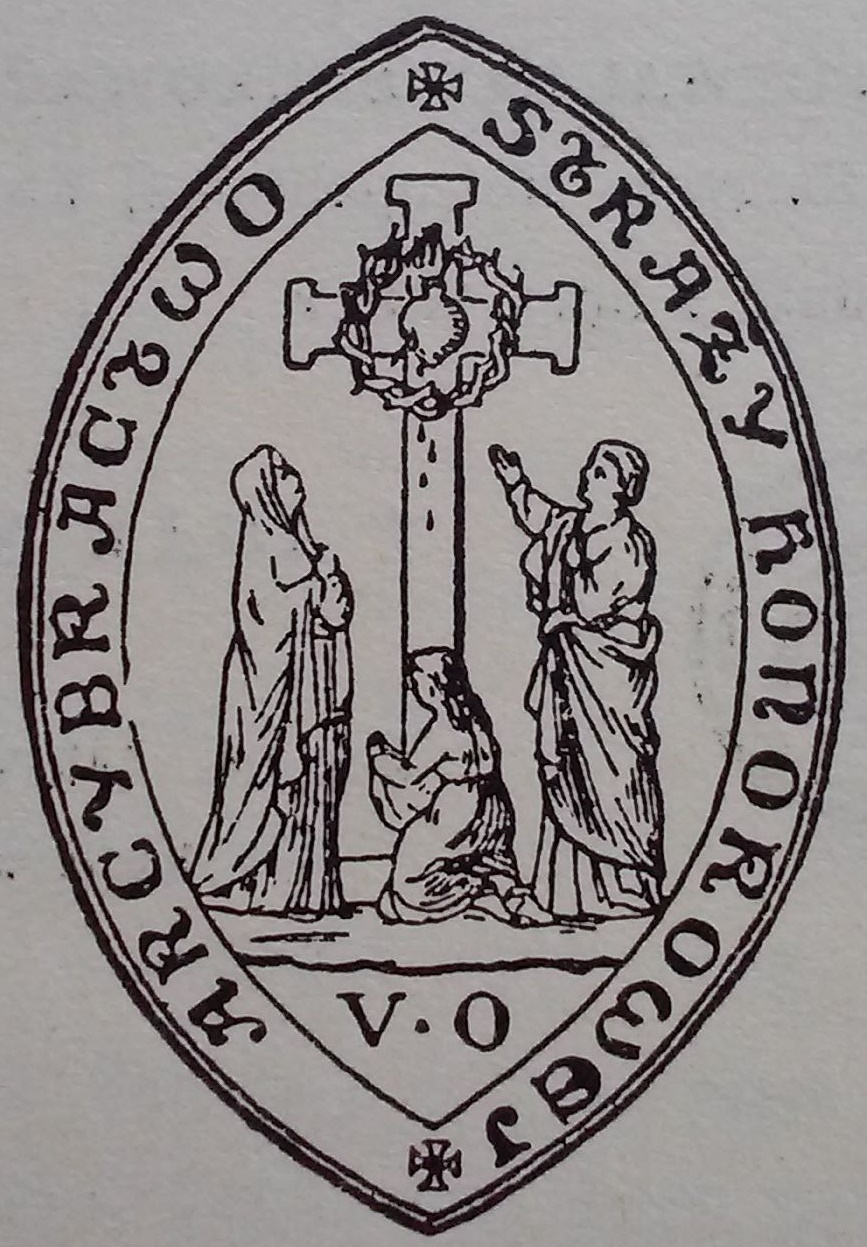
Logo Straży Honorowej NSPJ

Arcybractwo Straży Honorowej Najświętszego Serca Pana Jezusa (Straż Honorowa, Stowarzyszenie Godziny Obecności przy Sercu Jezusa) – publiczne stowarzyszenie wiernych w Kościele katolickim, związane z kultem NSPJ, którego członkowie codziennie przez jedną, ustaloną przez siebie godzinę, nie przerywając aktualnych zajęć, w skupieniu adorują w duchu Najświętsze Serce Jezusa.

## Geneza
U źródeł Arcybractwa Straży Honorowej Najświętszego Serca Pana Jezusa znajduje się wizja francuskiej wizytki św. Małgorzaty Marii Alacoque, propagatorki kultu NSPJ, której pragnieniem było wypełnianie zachęty św. Pawła Apostoła: Przy każdej sposobności módlcie się w Duchu! (Ef 6, 18).

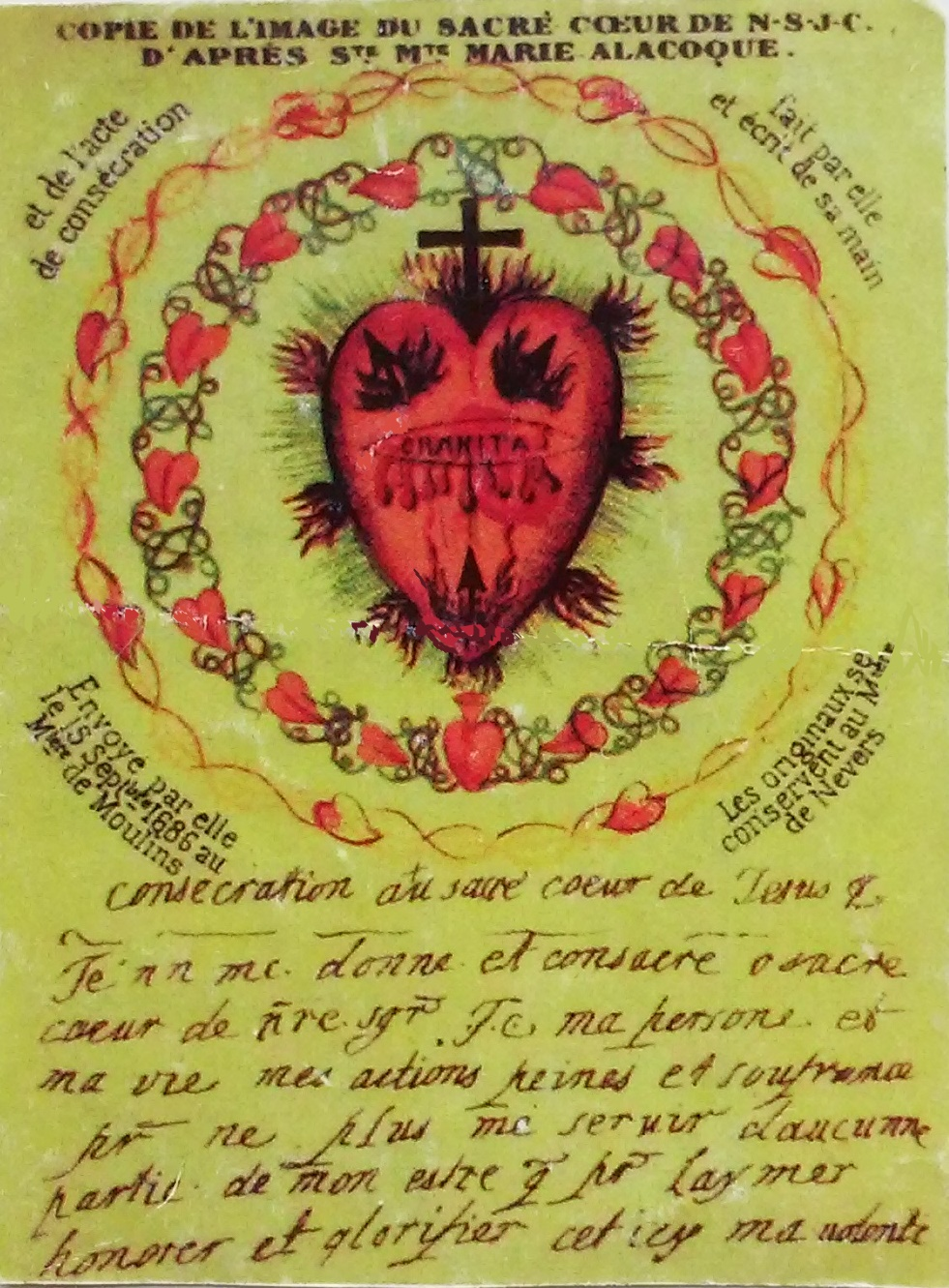
Rysunek Najśw. Serca Pana Jezusa i rękopis Aktu Poświęcenia się Mu św. Małgorzaty Marii Alacoque

Ponieważ nie mogła ona spędzać przed Najświętszym Sakramentem więcej czasu, niż nakazywała reguła i przełożona, wykonywała swoją pracę klęcząc na korytarzu w Jego pobliżu. W pewnym momencie, w wewnętrznym skupieniu, ukazało się jej jaśniejące Serce Jezusa, wśród płomieni Jego Miłości, otoczone Serafinami, które śpiewały: „Miłość tryumfuje, Miłość się raduje, Miłość Serca Najświętszego radością nas syci”. Zachęcały one św. Małgorzatę, by się przyłączyła do nich, by razem oddawać Sercu Pana Jezusa ustawiczny hołd miłości, uwielbienia i wychwalania. Serafiny oświadczyły też, że będą zajmować jej miejsce przed Najświętszym Sakramentem, by za ich pośrednictwem mogła bez przerwy miłować to Serce i „równocześnie wypisały to połączenie się w Bożym Sercu złotymi literami, nieusuwalnym pismem miłości”.
Łaska ta towarzyszyła następnie św. Małgorzacie przez całe życie, dając wzmocnienie i pociechę duchową. Wizję tę obrazuje wizerunek Najświętszego Serca inny, niż ten, który dał początek Tarczy Serca Jezusowego. Przedstawia on Serce, z którego w wielu miejscach wychodzą płomienie, oraz trzy groty, a u góry krzyż. W środku jest napis „Caritas” (Miłość), z którego spływają krople Krwi. Nie ma korony cierniowej, zaś wokół Serca znajdują się dwa okręgi z małych serduszek.
Było to echo pragnienia św. Franciszka Salezego, współzałożyciela zakonu wizytek, „aby korona cierniowa wokoło Serca Jezusowego zastąpioną została przez koronę, złożoną z serc wszystkich ludzi”. Pod rysunkiem znajduje się własnoręcznie napisany przez św. Małgorzatę Marię „Akt osobistego poświęcenia Najświętszemu Sercu Pana Jezusa”. Wizja św. Małgorzaty była inspiracją dla kolejnych pokoleń wizytek, aby trwać w wewnętrznym skupieniu na Chrystusie, podczas swoich codziennych zajęć.

## Założycielka

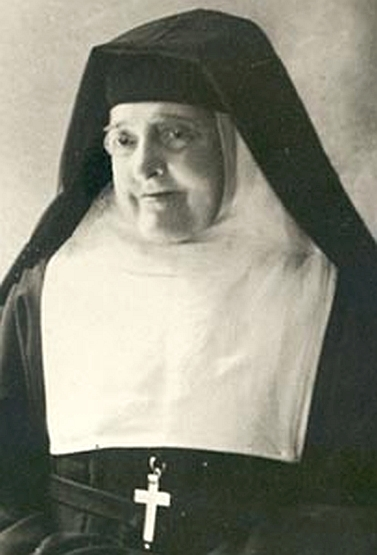
s. Maria od Najświętszego Serca. Konstancja Bernaud 1825–1903. Założycielka Straży Honorowej NSPJ

Minęły niemal dwa stulecia od tego wydarzenia, gdy wizytki z klasztoru w Bourg-en-Bresse we Francji, wyróżniającego się pielęgnowaniem spuścizny św. Małgorzaty, postanowiły szczególnie naśladować w tym względzie swą świętą współsiostrę. Inicjatorką była s. Maria od Najświętszego Serca (Konstancja Bernaud). Urodzona w 1825 roku w Besançon, od dziecka była pobożna i za sprawą swej ciotki Barbary przejawiała nabożeństwo do Serca Jezusa. Chociaż pragnęła być zakonnicą, została nakłoniona do małżeństwa w wieku 16 lat. Nie było ono szczęśliwe, lecz mąż po kilku latach zmarł; następnie jako wdowa jeszcze kilka lat pozostawała w stanie świeckim. W 1849 roku została przyjęta do upragnionego zakonu, szerzącego tak bliskie jej nabożeństwo.
Podczas życia świeckiego Konstancja próbowała prowadzić życie pobożne i duchowe oraz poznała jego trudności. Wyczuła, że nabożeństwo do Najświętszego Serca może posłużyć za podstawę duchowości dostępnej dla wszystkich. Jak mówił św. Franciszek Salezy: „każdy według swojego stanu i zawodu mógłby żyć tym nabożeństwem w duchu pokuty, wynagrodzenia, dla większej chwały Bożej, wykonując po prostu obowiązki swojego stanu”. Przełożona w zakonie szybko rozeznała i powiedziała s. Marii, że jej powołaniem jest rozwijać formy tego kultu.
W klasztorze w Bourg-en-Bresse od 1825 roku istniało Bractwo Serca Jezusowego, do którego należały wszystkie siostry. Na początku roku 1863 klasztor ten dokonał aktu intronizacji Jezusa Chrystusa. W sali zebrań, na tronie postawiono statuę Chrystusa Króla, a wszystkie siostry podchodziły do niej, aby wziąć kartę z zaleceniem, jak szczególnie realizować to królowanie.

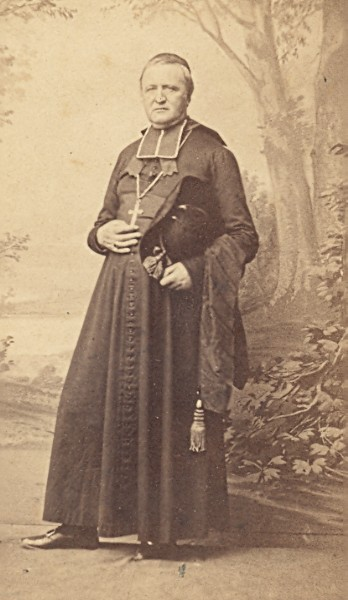
Abp Georges Chalandon – pierwszy biskup należący do Straży Honorowej

Dwa miesiące później, s. Maria miała wizję wewnętrzną przedstawiającą to Najświętsze Serce, zaś wokół niego godziny zegara oraz napis u góry: „Chwała, miłość, zadośćuczynienie!”, a u dołu „Straż Honorowa Najświętszego Serca”. Za zgodą przełożonej, siostry wypisały dookoła „tarczy zegara” swoje imiona, w miejscu gdzie na rysunku św. Małgorzaty Marii Alacoque znajdowały się serduszka. Przez wybraną godzinę miały, w łączności z Niebem, nie przerywając normalnych zajęć, adorować w duchu Boskie Serce. Pierwsze czcicielki, czyli wszystkie siostry, zawarły to przymierze 13 marca 1863 roku. Tydzień później przystąpiło do niego osiemnaście osób, wśród nich kilku księży, a pod koniec marca arcybiskup Georges Chalandon z Aix-en-Provence.
W ciągu następnych tygodni, siostra ta otrzymała natchnienia co do dalszych szczegółów. W Wielki Piątek napisała krótką modlitwę „Ofiarowanie Godziny Straży”, do odmawiania na rozpoczęcie wybranej godziny. Podczas niej należy ofiarować prace oraz wszystkie uczucia dla pocieszenia Pana Jezusa. Następnie dookreśliła, że celem nabożeństwa jest oddanie szczególnej czci Ranie zadanej Sercu włócznią przez żołnierza rzymskiego. Pierwszą „Strażą Honorową” nazwała Najświętszą Maryję Pannę, św. Marię Magdalenę i św. Jana, stojących pod krzyżem. S. Maria określiła też, że w kolejnych godzinach, począwszy od 12.00, należy łączyć się szczególnie z: Matką Bożą, św. Józefem i Świętymi, sprawiedliwymi na ziemi, Serafinami, Cherubinami, Tronami, Panowaniami, Mocami, Potęgami, Zwierzchnościami, Archaniołami, Aniołami.

## Historia
Dzieło to, nazwane Strażą Honorową Najświętszego Serca Pana Jezusa, a potocznie po prostu Strażą Honorową, zaczęło błyskawicznie się rozprzestrzeniać. Do końca roku przystąpiły do niego siostry wizytki ze stu dwunastu klasztorów. Już w czerwcu zostało ono przeniesione do Anglii przez jezuitę o. Weld. W sierpniu w parafii Poule koło Lyonu umieszczono pierwszy Zegar w kościele, wpisało się do niego stu dwudziestu dwóch wiernych. Z powodu wzrastającego zapotrzebowania, zaczęto drukować pierwsze materiały informacyjne.
9 marca 1864 roku biskup de Langalerie ustanowił w kaplicy sióstr w Bourg-en-Bresse Bractwo Straży Honorowej, aby nadać mu byt formalny. Wkrótce, na prośbę s. Marii od Najświętszego Serca, papież bł. Pius IX w tym roku zatwierdził Straż i udzielił jej tych samych odpustów, jakie posiadało Bractwo Serca Jezusowego w Rzymie.

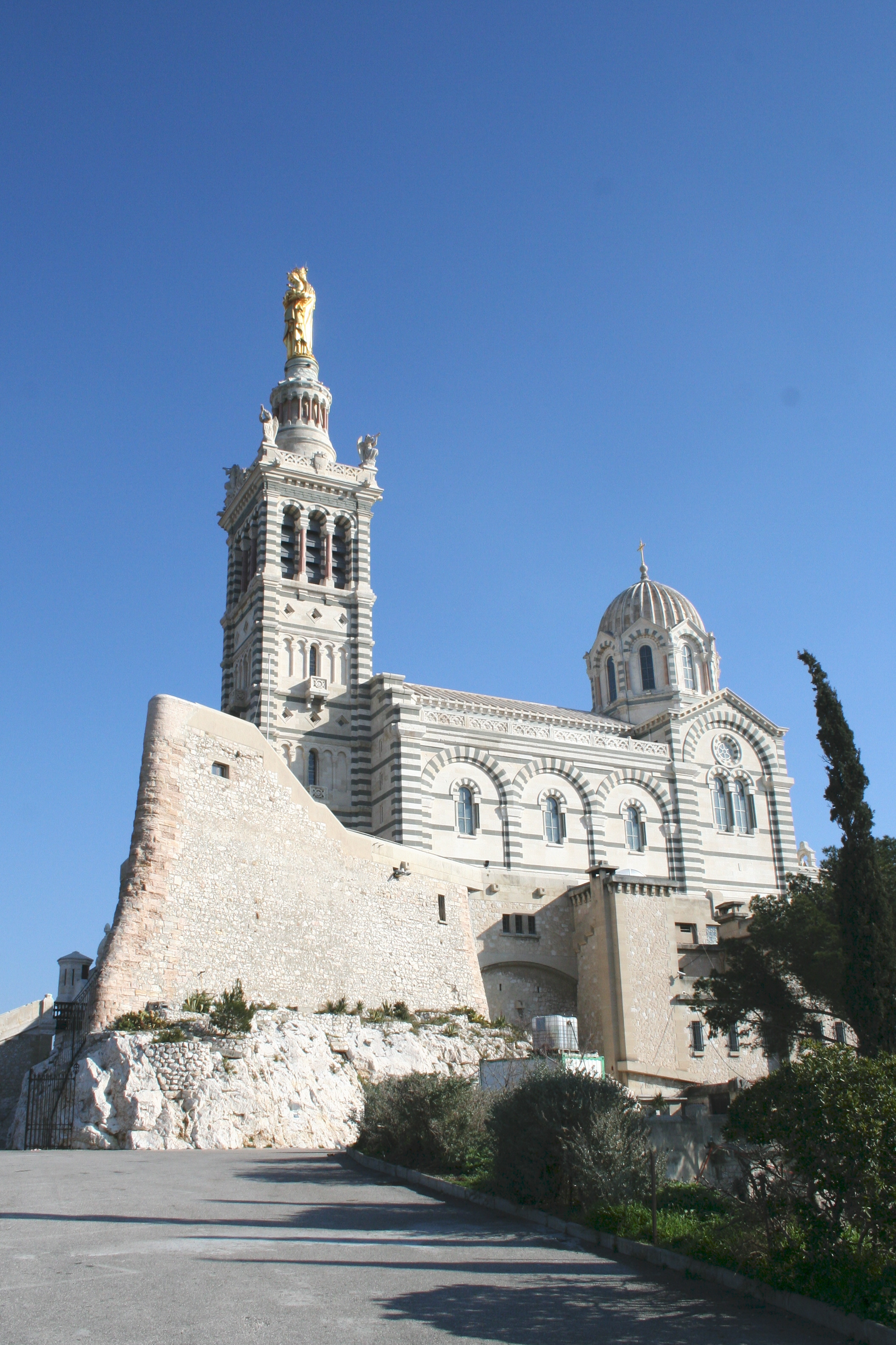
Bazylika Najświętszej Maryi Panny de la Garde w Marsylii

W tym samym roku Straż Honorowa zaczęła rozpowszechniać się dzięki pierwszym dwom zelatorkom świeckim. Jedną z nich była bł. Maria Deluil-Martiny z Marsylii, późniejsza założycielka zgromadzenia Sióstr Najświętszego Serca Jezusa, krewna s. Anny Magdaleny Rémuzat, która rozpropagowała Tarczę Serca Jezusowego. Korespondowała ona z s. Marią, a swoim zapałem pociągnęła do Straży św. Magdalenę Zofię Barat, a ta wszystkich członków swego Instytutu Najświętszego Serca Jezusa. Następnie na własny koszt drukowała materiały i rozpowszechniała je. Udało się jej też jednego dnia przekonać do Straży Honorowej wielu biskupów przybyłych do Marsylii 5 czerwca na konsekrację bazyliki Najświętszej Maryi Panny de la Garde. Wszyscy oni dzień później wpisali się na Zegar zawieszony w tym kościele, a następnie propagowali dzieło w swoich diecezjach. Druga młoda dziewczyna, Matylda de Nedonchel, która zaangażowała się wraz ze swym ojcem, rozpropagowała Straż w całej Belgii.
W 1878 roku papież Leon XIII podniósł Straż Honorową do godności arcybractwa, czyli bractwa z prawem agregowania do siebie innych bractw, dla Francji i Belgii. Rok później zaś Straż Honorowa założona w Rzymie w kościele św. Wincentego i św. Anastazego otrzymała również prawa arcybractwa dla Włoch. Potem powstawały podobne arcybractwa w innych krajach, jak: Austria, Niemcy, Holandia, Anglia, Hiszpania, Kanada, Peru, Stany Zjednoczone i Szwajcaria.
W Polsce Straż Honorowa istnieje w Krakowie, przy klasztorze wizytek, od 1869 roku. Bardzo szybko wszczęto starania o przekształcenie jej w arcybractwo, lecz na zatwierdzenie trzeba było czekać aż do odzyskania niepodległości przez Polskę i dokonało się to już 19 stycznia 1919 roku. W tym czasie działalność statutowa rozwijała się nadzwyczaj prężnie, przy dużym zaangażowaniu siostry dyrektor Marii Józefy Twarowskiej, późniejszej przełożonej klasztoru. Arcybractwo wydawało od 1921 roku czasopismo „Wiadomości o Straży Honorowej Najświętszego Serca Pana Jezusa”. II wojna światowa, a następnie okres rządów komunistycznych przerwały na pół wieku czas nieskrępowanej działalności apostolskiej i formacyjnej Straży Honorowej w Polsce, niemniej siostry podejmowały działania konspiracyjne, narażając się często na utratę wolności. Dopiero w 1986 roku mogła się odbyć pierwsza ogólnopolska pielgrzymka Arcybractwa na Jasną Górę. W roku 1991 wznowiono też publikację „Wiadomości Straży Honorowej NSPJ”.

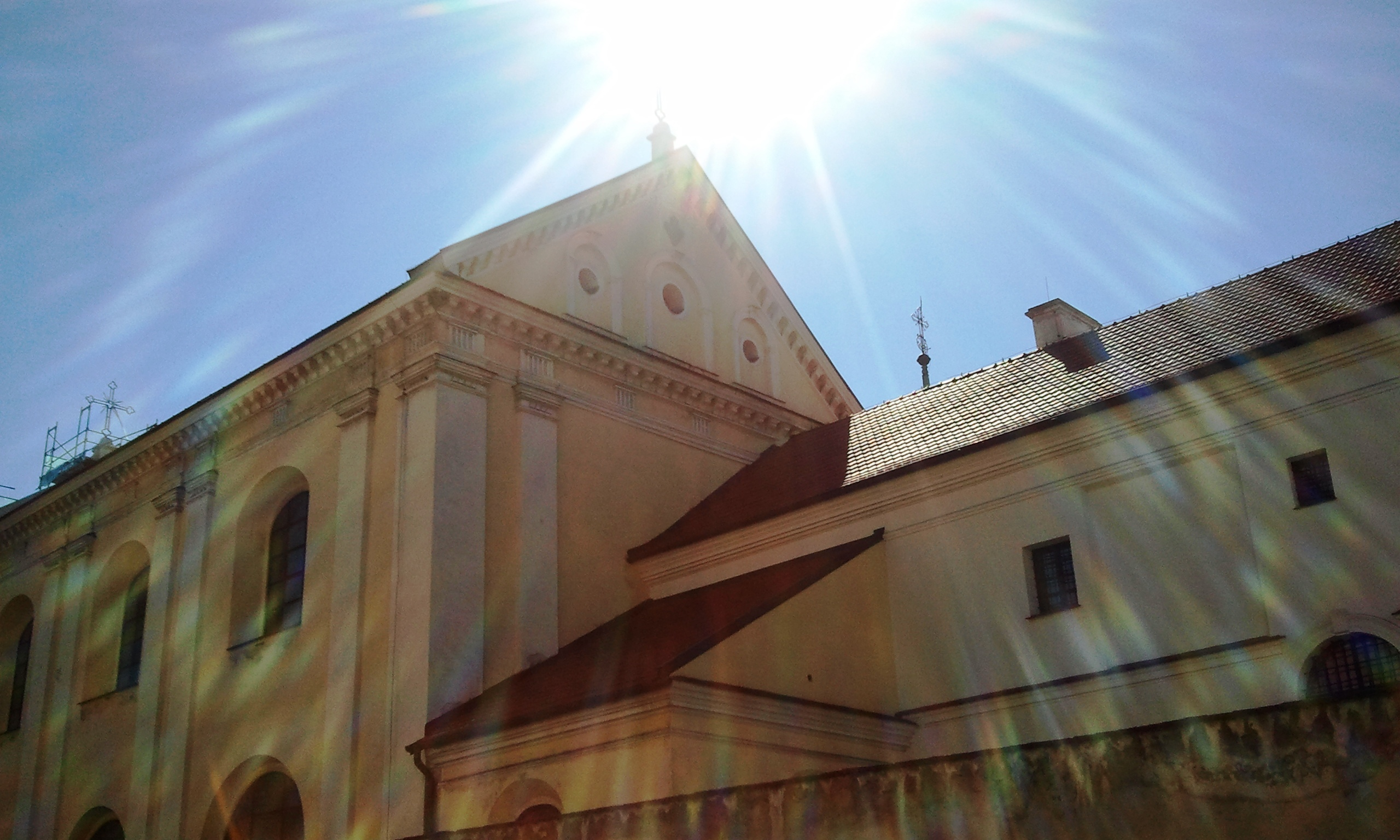
Klasztor wizytek w Krakowie

Arcybractwo Straży Honorowej, w przeciwieństwie do wielu podobnych w Kościele, nie zaniknęło w drugiej połowie XX wieku, lecz obdarzone dalszymi przywilejami przez papieża św. Jana XXIII, dalej się rozpowszechniało na nowych terytoriach. Obecnie we wszystkich częściach świata liczy kilka milionów członków, wśród których byli papieże bł. Pius IX, Leon XIII, św. Pius X, Benedykt XV, Pius XI i Benedykt XVI, kilkuset kardynałów, arcybiskupów i biskupów oraz św. Jan Bosko, św. Magdalena Zofia Barat, św. Albert Chmielowski,św. Jose Maria Rubio, św. Daniel Comboni, św. Mucjusz María Wiaux, św. Leonia Franciszka Aviat, św. Wincencja Maria López Vicuña, bł. Edward Maria Jan Poppe, bł. Marcel Callo, bł. Józef Maria Cassant, bł. Dina Belanger i bł. Maria od Jezusa Deluil-Martiny.
We wrześniu 1969 roku zmieniono nazwę Arcybractwa Straży Honorowej na Stowarzyszenie Godziny Obecności przy Sercu Jezusa. Pod tym tytułem nowe statuty zostały ostatecznie zatwierdzone przez Watykan 6 grudnia 1977 roku. Nazwa ta jednak nie przyjęła się zbytnio i członkowie do dziś używają tradycyjnej, choć nowa formalnie obowiązuje. Generalna Dyrekcja znajduje się we Francji, w klasztorze Zakonu Nawiedzenia NMP w Paray-le-Monial.

## Obowiązki członkowskie
Członkowie Straży Honorowej mają poświęcić się miłości Boskiego Odkupiciela, której żywym świadectwem i znakiem jest Jego przebite Serce, poczuwać się do obowiązku wynagradzania Najświętszemu Sercu zranionemu naszymi grzechami, przepoić swoje osobiste życie wiary, jak również swe życie apostolskie i wykonywanie pracy zawodowej miłością, którą odpłacamy Panu Jezusowi za Jego miłość i z Nim się łączymy, być zachęcani do większej i bardziej czynnej miłości bliźniego.
Godzina Straży, wzorem św. Małgorzaty Marii, nie polega na spędzaniu godziny adoracji przed Najświętszym Sakramentem, lecz na wykorzystaniu obranej godziny w ciągu dnia, bez zmieniania niczego w zajęciach, jakie akurat wypadną: rodzinnych, zawodowych, czy nawet rozrywki, do gorliwszego uświadamiania sobie obecności Bożej. Członek Straży ofiarowuje w ciągu tej godziny wszystko co czyni i wszystko czym jest, na uwielbienie i wynagrodzenie. Dzięki rozpowszechnieniu Straży Honorowej na całym świecie, ta modlitwa w duchu przy każdej sposobności, trwa nieustannie przez całą dobę.
Głównym świętem Straży jest uroczystość Najświętszego Serca Pana Jezusa, zaś w Wielki Piątek o godzinie 16.00, w chwili kiedy przypuszczalnie nastąpiło przebicie włócznią Najświętszego Serca, członkowie gromadzą się w duchu u stóp krzyża, aby Ojcu niebieskiemu ofiarować w intencji Kościoła Krew i Wodę, które wypłynęły z rany Serca Jezusa.
Aby zostać członkiem Straży należy być przyjętym przez miejscowego Dyrektora lub upoważnionego Zelatora, zapisanym w rejestrze, czyli książce wpisowej prowadzonej przez Zelatorów i regularnie odprawiać obraną Godzinę Obecności.

## Zegar Straży Honorowej

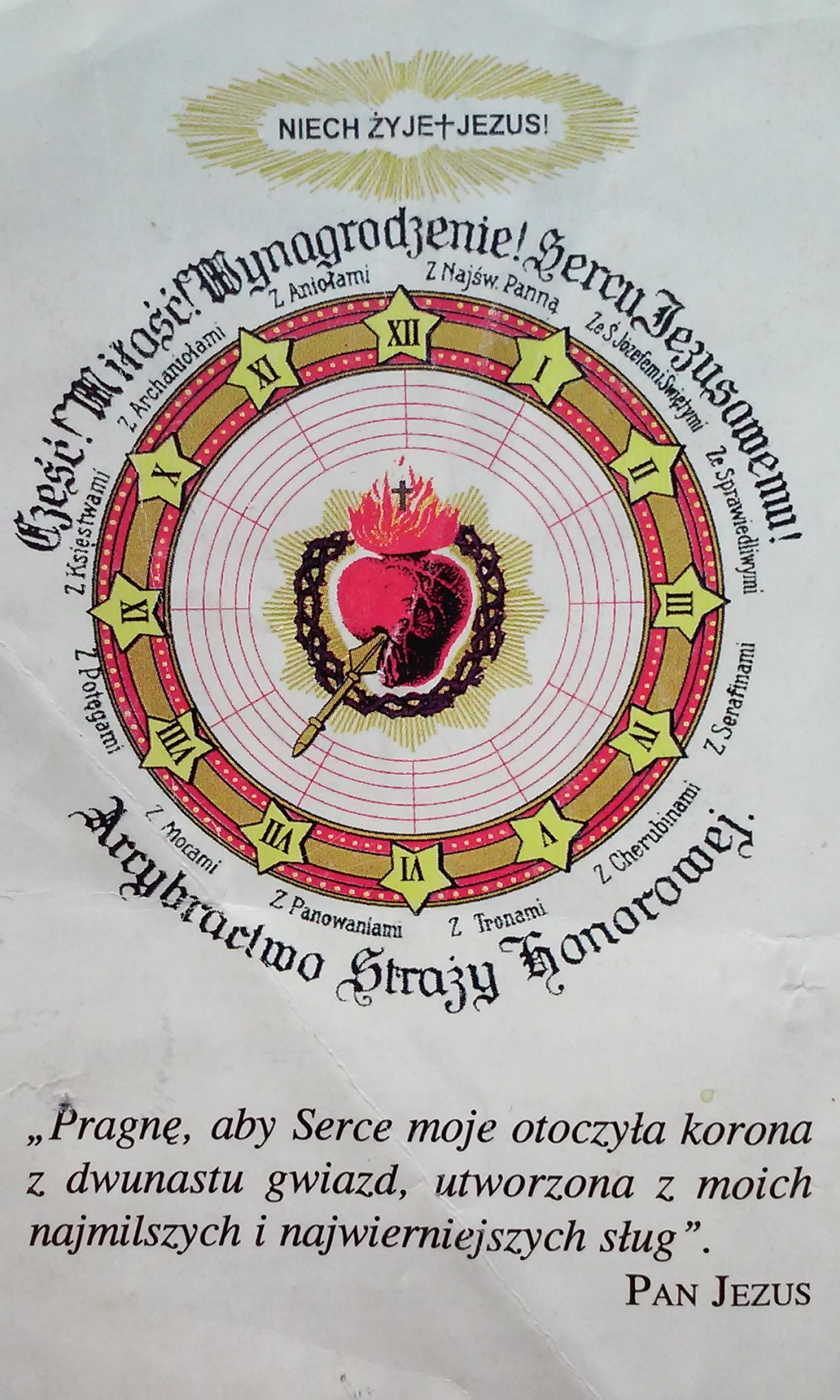
Zegar Straży Honorowej NSPJ

Zawieszany w kościele, przy którym istnieje Arcybractwo, Zegar Straży Honorowej, zawiera w środku obraz Najświętszego Serca Jezusowego przebijanego widoczną włócznią, z krzyżem i płomieniami u góry, a wokół Niego cierniowa korona i promienie światła. Wokół tarczy zegarowej wypisane są godziny i z kim należy szczególnie się łączyć (z Serafinami itd.), a poniżej jest miejsce na imiona członków Straży. U góry znajduje się napis „Cześć! Miłość! Wynagrodzenie! Sercu Jezusowemu!”, a u dołu „Arcybractwo Straży Honorowej”.
Obecnie nie ma obowiązku zapisywania się na tarczy Zegara, choć musi on wisieć w kościele, przy którym istnieje Straż Honorowa. Gdy całe zgromadzenia zakonne i inne stowarzyszenia zostają przyjęcie do Straży Honorowej przez swego duchownego przełożonego lub kierownika, Zegar zawiesza się na widocznym miejscu w kaplicy takiej wspólnoty.
Członkowie Arcybractwa noszą też okrągły medalik, który na jednej stronie ma taki właśnie Zegar, lecz z braku miejsca, bez imion Aniołów i Świętych oraz oczywiście uczestników, a wokół napis jak u góry dużego Zegara. Zaś na drugiej stronie odznakę Arcybractwa, czyli wizerunek Pana Jezusa na Krzyżu, a obok postacie Matki Bożej, św. Jana Apostoła i św. Marii Magdaleny i wokół napis, jak u dołu Zegara.

## Zegar Miłosierdzia
W miarę jak Straż Honorowa rozszerzała się, jej członkowie uświadamiali sobie, jak ważne jest w kulcie Najświętszego Serca wynagrodzenie. Z tej troski o zbawienie dusz zrodził się Zegar Miłosierdzia, na którym wpisuje się inicjały osób poleconych modlitwie, lub nazwy grup społecznych, a członkowie wybierają dodatkową godzinę Straży, by wyprosić miłosierdzie dla nich. Intencje można przesyłać do Centrali. Zegar Miłosierdzia został zaprowadzony w Bourg w 1882 r. jako uzupełnienie Straży Honorowej.

## Modlitwy i pieśni
Chociaż modlitwą właściwą dla Straży Honorowej jest adoracja w duchu, pośród codziennych zajęć, to jednak powstało w niej wiele własnych modlitw, pieśni i hymnów, w znacznej części autorstwa s. Marii od Najświętszego Serca, wyrażających duchowość Arcybractwa. Zawierają je modlitewniki: „Godzina Obecności przy Sercu Bożym” oraz „Przez Serce, z Sercem i w Sercu Jezusa”.
Hymny Straży Honorowej:
- Jezus dał nam swe Serce
- Król serc
- Miłość Boskiego Serca
- Niech żyje Jezus Zbawca nasz
- Otoczmy tron Króla
- O Serce Hostio
- O Święty Świętych
- Otocz Straży Honorowa
- Pójdź o Honorowa Straży
- W swym Sercu daj mi mieszkanie
- Widzisz to Serce
- W Twym Sercu[14].